# آي بي إم إيه آي إكس
آي بي إم إيه آي إكس (بالإنجليزية: AIX، والتي هي اختصار Advanced Interactive eXecutive)‏ هو اسم لسلسلة نظم تشغيل تبيعها شركة آي‌ بي‌ إم لتعمل على منصات حواسبها. وهو مبني على أساس نظام يونكس V مع 4.3BSD.

## خصائصه
يعمل إيه آي إكس على معالجات باور بي سي أو آي بي إم باور 32 بت أو 64بت (حسب الإصدار)، ويمكنه استخدام ذاكرة وصول عشوائي تصل إلى 32 تيرابايت.

## تاريخه
ظهر الإصدار الأول من إيه آي إكس في يناير 1986 على حاسوب IBM RT، بتعاقد شركة آي‌ بي‌ إم وشركة INTERACTIVE Systems. وتم تكييفه فيما بعد لحواسب IBM PS/2 وIBM System/370.
وفي عام 1990، صدرت النسخة رقم 3 لحواسب IBM RS/6000 المبنية على آي بي إم باور، والتي سميت فيما بعد IBM eServer pSeries ثم IBM System p واسمها الآن نظم آي‌ بي‌ إم باور.
بالتحالف مع آي‌ بي‌ إم، قامت شركة Bull بتسويق النظام على الخوادم باور بي سي وآي بي إم باور.كما ساهمت بتطوير النظام. مما شكل أول زبون لشركة آي‌ بي‌ إم.
أضاف الإصدار الرابع من إيه آي إكس -والذي ظهر في 1994- خاصية المعالجة المتوازية التناظرية (بالإنجليزية: symmetric multiprocessing)‏ واستمر في التطور خلال التسعينيات، وحتى إيه آي إكس في 1999.
في أواخر التسعينيات، خططت آي بي إم مع شركة سانتا كروز لدمج إيه آي إكس مع يونكس في يونكس واحد يمكنه العمل على معالجات إيتانيوم 32 بت و64 بت. وظهرت من إيه آي إكس 5 للإيتانيوم 64بت نسخة بيتا، لكنه وفقاً لما أعلنته الشركتان فإنه تم بيع أقل من 40 نسخة منه فقط قبل إنهاء المشروع في 2002.
تم إعلان إيه آي إكس 6 في مايو 2007 كنسخة بيتا مفتوحة حتى صدوره في 9 نوفمبر 2007 وفيه العديد من إضافات الأمان.

## وصلات خارجية
- الصفحة الرئيسية